# Людвигс-канал
Лю́двигс-кана́л, (также канал Лю́двига, устар. Лудвигов канал, нем. Ludwig-Donau-Main-Kanal или нем. Ludwigskanal) — неиспользуемый канал на юге Германии в Баварии.
Высочайший пункт над уровнем Майна 179 метров, над уровнем Дуная — 59 метров, на конец XIX столетия, канал имел 100 шлюзов, и употребляется только для перевозки строевого леса.

## История
Канал начинается у Кельгейма на Дунае, идёт по Альтмюль до Дитфурта, поворачивает на север через Нюрнберг вдоль Регница к Бамбергу, откуда к Майну.
Соединял Дунай в районе города Кельхайм с Майном в районе Бамберга. Построен между 1836 и 1845 годами, назван в честь баварского короля Людвига I. Длина канала — 172 (178) километра.
Канал был узким, с большим количеством шлюзов. Был закрыт в 1950 году ввиду серьёзных повреждений во время Второй мировой войны и конкуренции со стороны железных дорог.
В 1992 году был открыт строившийся с 1921 года более крупный практически параллельный канал Рейн — Майн — Дунай.
В 2018 году канал был признан одним из исторических памятников инженерно-архитектурного искусства Германии.

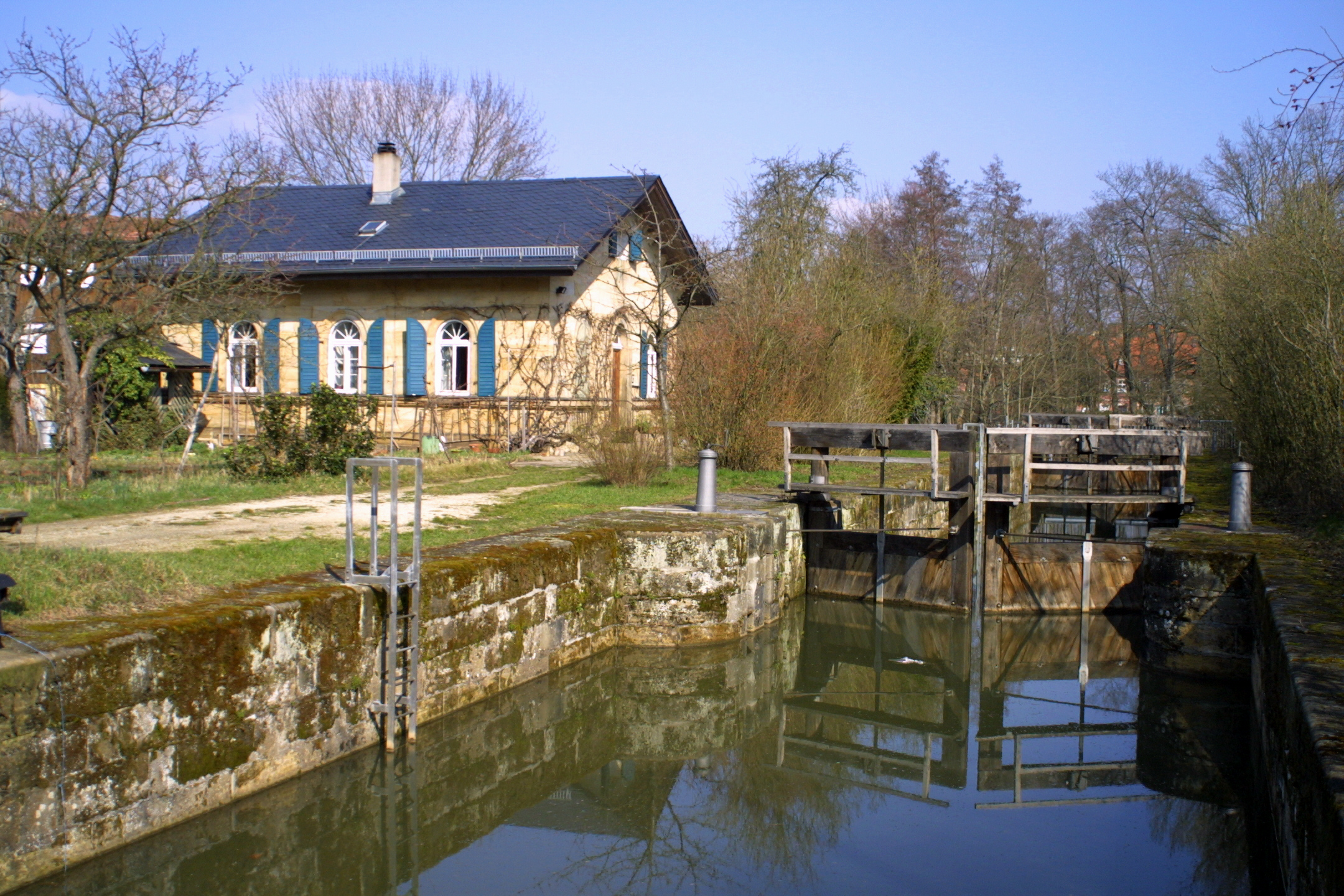
Шлюз № 100, в Бамберге.
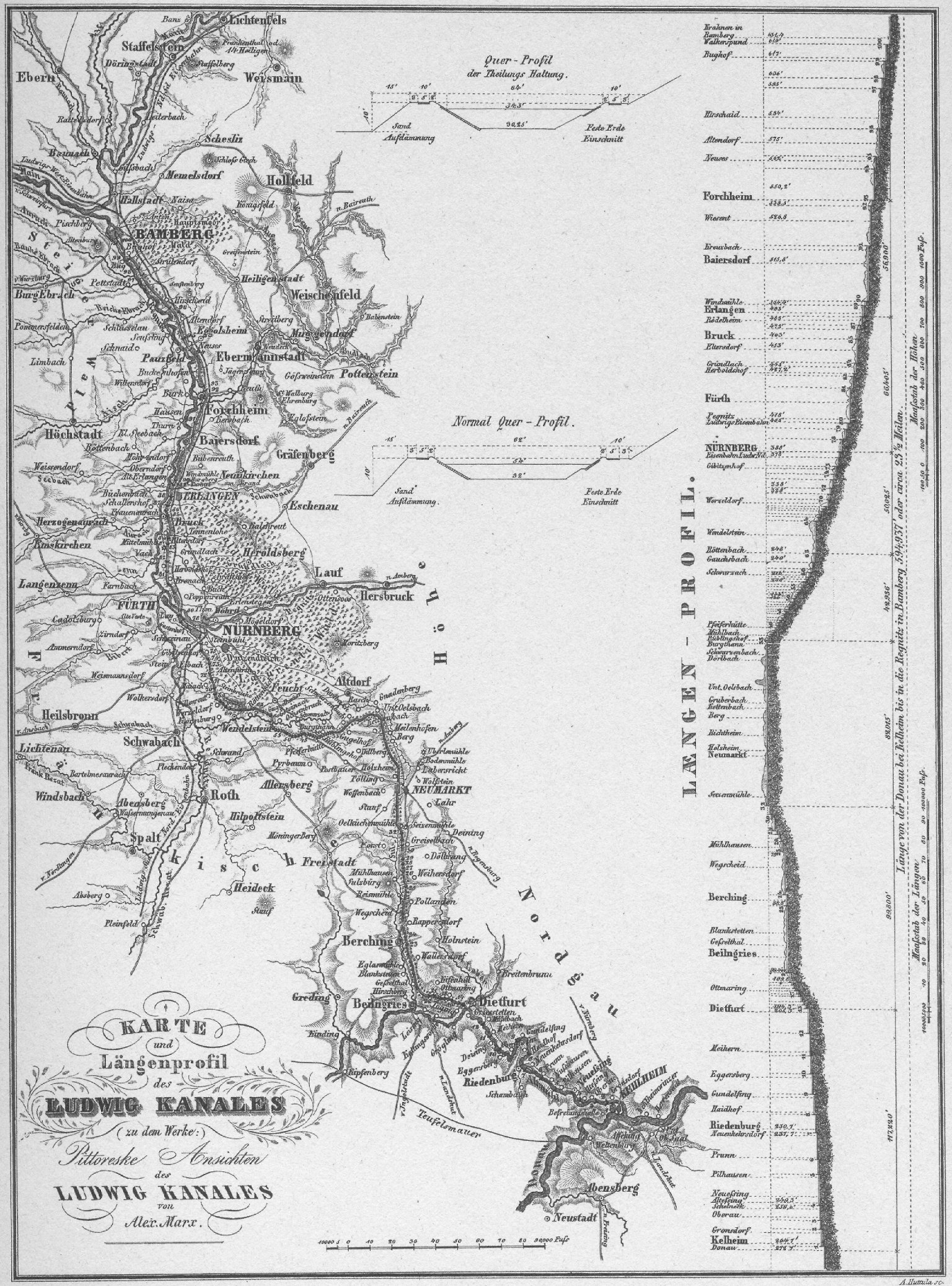
Карта и протяженный профиль канала Людвига, гравюра на стали Александра Маркса, 1845 год (Karte und Längenprofil des Ludwig Kanales, Stahlstich (1845) von Alexander Marx)
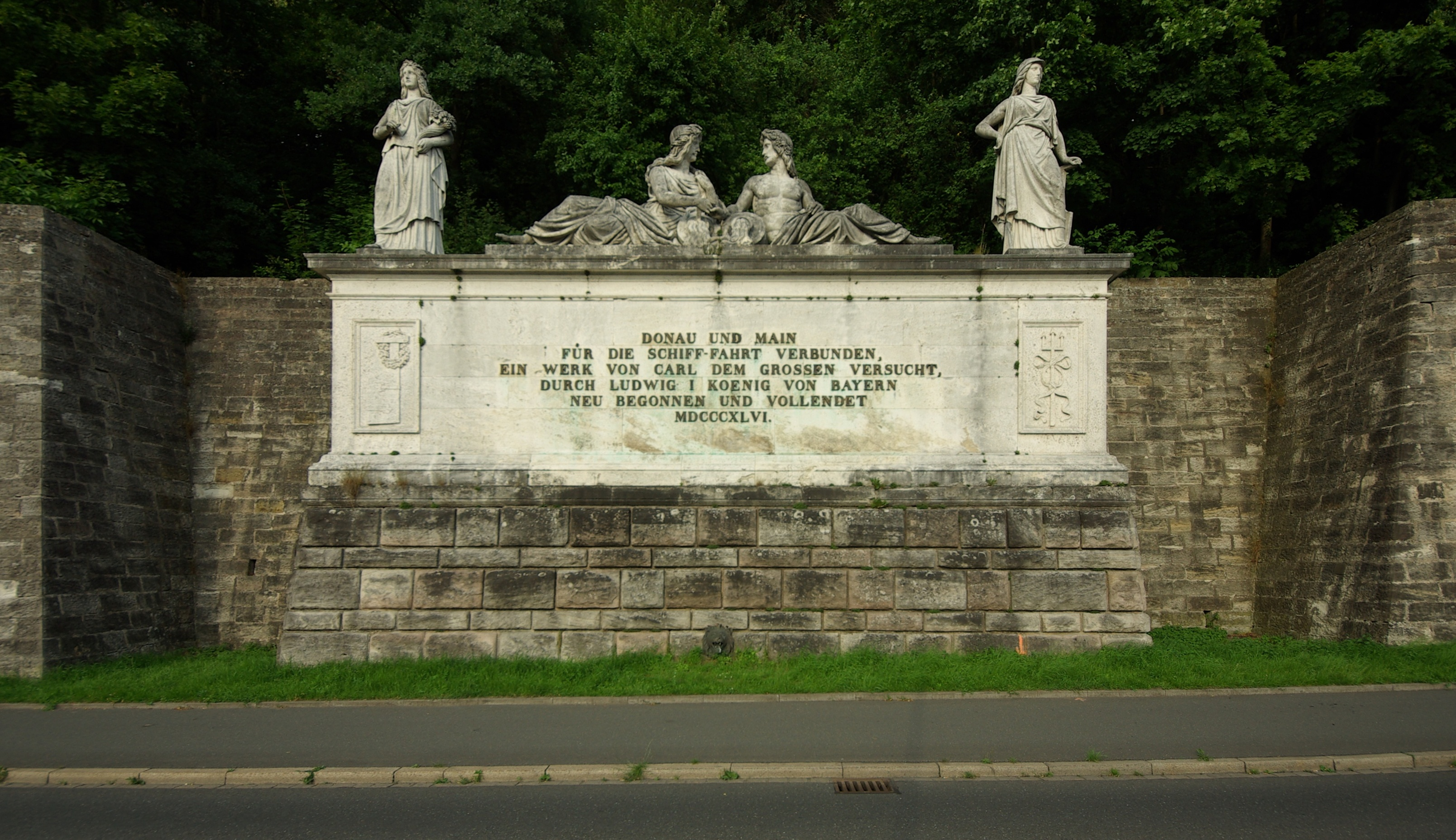
"Памятник каналу". 1846. Скульптор Людвиг Шванталер